# Мария-Фернанда Алвис
Мария-Фернанда Барбато Алвис (на португалски: Maria-Fernanda Barbato Alves) е професионална тенисистка от Бразилия. Тя започва своята професионална кариера през 1999 г. За нейната спортно-техническа подготовка се грижат баща ѝ – Карлуш Алвис и златния медалист от Панамериканските игри през 1967 г. Томас Кох.
Със своите 18 спечелени шампионски титли на сингъл и 26 титли на двойки от ITF-календара, Мария-Фернанда Алвис е най-добре класиралата се бразилска тенисистка в ранглистата на женския тенис. Най-доброто си класиране на сингъл, тя постига през 2005 г., когато заема 132-ра позиция. През 2004 г., бразилската тенисистка дебютира в официален турнир от календара на Женската тенис асоциация (WTA) в турнира „Копа Сони Ериксон Колзанитас“ в колумбийската столица Богота.
В турнирите от Големия шлем, най-доброто представяне, Мария-Фернанда Алвис записва през 2005 г., по време на „Откритото първенство на Австралия“, когато в мачовете на двойки успешно преминава фазата на квалификациите и влиза в основната схема на турнира. В първия кръг заедно с партньорката и Ванеса Хенке биват отстранени от Мартина Навратилова и Даниела Хантухова.
Последната си титла на двойки, бразилската тенисистка печели на 29 май 2010 г., по време на турнира в турския град Измир. Във финалната среща заедно със своята австрийска партньорка Тамира Пашек, тя надделява над представителките на домакините Пемра Йозген и Чагла Буюкакчай с резултат 6:1, 6:2.